# Hana Yori Dango
Hana Yori Dango (på engelska Boys over Flowers) är en japansk serie, en så kallad shōjo-manga, vars målgrupp i första hand är tonårsflickor. Den finns även som animerad spelfilm och som dramaserie. "Hana Yori Dango" betyder "Boys before Flowers" och är en travesti på ett japanskt talesätt som på engelska lyder "food before flowers", det vill säga "mat kommer före blommor" – alltså det som är viktigast måste komma före det som bara är vackert.

## Handling
Tsukushi Makino är en vanlig arbetarflicka som har kommit in på en skola för elitelever, dit alla förmögna, högreståndsfamiljer gärna skickar sina barn. Tsukushi känner sig verkligen som en katt bland hermelinerna, eller som en del elever på skolan uttrycker det: "som ogräs bland blommorna". På skolan regerar fyra killar som kallar sig F4 (The Flower Four). De är alla söner till ägarna av de största företagen i Japan. När ledaren för F4, Tsukasa Domyouji, en dag slår ner en kille, läxar Tsukushi upp honom. Van som han är vid att ingen ifrågasätter honom, förklarar han i ilska "krig" mot den sturska Tsukushi. Detta leder till en fejd mellan henne och F4 och hela skolan (som vet bättre än att vara osams med killarna i F4). Efter en tid av osämja börjar emellertid Tsukasa fatta tycke för Tsukushi, för att hon är så självsäker och för att hon till skillnad från alla de andra flickorna vägrar att försöka ställa sig in hos honom. 
Tsukasas mor är chef för ett jätteföretag och har en tid vistats i USA. När hon så småningom kommer tillbaka till Japan igen, blir hon upprörd över att finna att hennes son har kastat ögonen på en vanlig arbetarflicka. Att Tsukushi till råga på allt tycker att han är den största idiot hon någonsin träffat, gör inte hans situation lättare.
Tsukushi är en fattig flicka, men har en familj som är tätt sammansvetsad. Hon tar varje dag som en gåva. Hennes motpol, Tsukasa Domyouji, är arvinge och kommande ägare till en stor internationell industrikoncern som drivs av hans mycket dominanta mor. Han lever i en familj där banden mellan familjemedlemmarna varken är många eller starka.

## Översikt
Hana Yori Dango är en mycket populär serie i Japan, vilken också har blivit känd och uppskattad bland manga‑ och animeälskare i Europa och i Nordamerika. Serien tar upp klasskillnader och de problem som alltid uppstår då någon försöker bryta mot invanda traditioner och normer.
Hana Yori Dango finns som manga, som anime och som en Live-Action-dramaserie vilken har spelats in i två säsonger samt en film med samma skådespelare som i dramaserien. 
I TV-serien spelas Tsukushi Makino av Mao Inoue och Tsukasa Domyoji av Jun Matsumoto, som även är med i pojkbandet Arashi. Två av Arashis låtar används som intron till TV-serien.